# Шаллум
Шаллум (івр. שלום בן יבש) — цар ізраїльський, син Єровоама II; царював 1 місяць (2 Цар. 15:14-14) у 745 р. до н. е.

## Життєпис
Шалум убив свого царя  Захарію, і захопив владу в країні. Тим не менш престол він не втримав і правив не більш як тринадцять днів. Воєначальник Менахем, дізнавшись про смерть Захарії і перевороті в країні, зібрав своє військо і пішов з ним в  Самарію. Там він убив Шалума і забрав царську владу.
В. Олбрайт датує цей період 745 р. до н. е., а Е. Тілє відносить час його царювання до 752 р. до н. е.